# Забастовка британских шахтёров 1984—1985
Забастовка британских шахтёров 1984—1985 годов — одно из главных событий в истории рабочего движения в британской угольной промышленности. Забастовка стала решающим событием в британском рабочем движении на данном этапе, и её поражение значительно ослабило британские профсоюзы. Она также рассматривается в качестве главной политической и идеологической победы Маргарет Тэтчер и Консервативной партии.
Забастовка стала весьма острым актом борьбы, так как Национальный союз горняков (NUM) был одним из самых сильных профсоюзов в стране, и по мнению многих, в том числе консерваторов, находившихся у власти, именно он вынудил правительство Хита уйти в отставку во время забастовки 1974 года. Последующие забастовки закончились поражением горняков, и правительство Тэтчер смогло укрепить свою консервативную финансовую программу, а NUM как политическая сила перестал существовать навсегда.
Забастовка вызвала глубокий раскол в британском обществе и привела к значительным последствиям, особенно в Северной Англии и в Уэльсе. В результате событий, связанных с забастовкой, погибли десять человек: шесть пикетчиков, трое подростков, искавших уголь, а также водитель такси, доставивший не участвовавшего в забастовке шахтёра на работу.

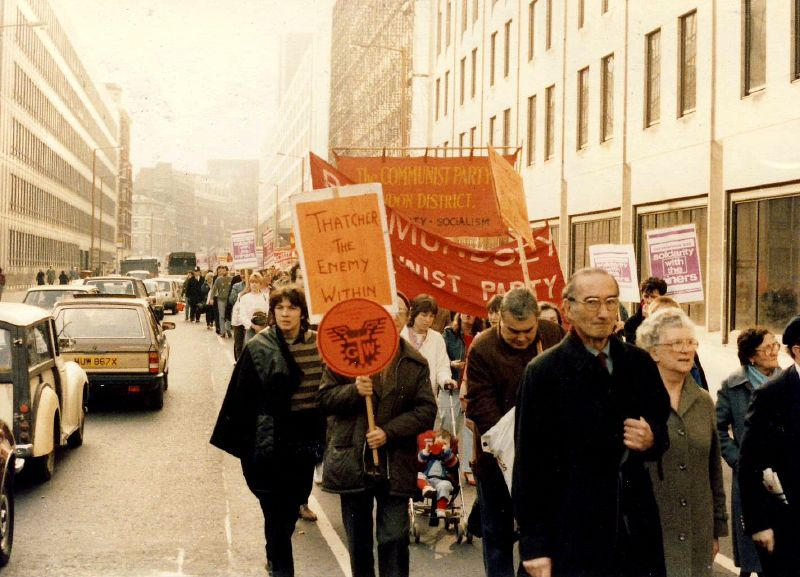
Демонстрация в поддержку шахтёров в Лондоне, 1984 год

## Ход событий
В начале марта 1984 года Национальное управление угольной промышленности (НУУП) заявило о необходимости модернизации отрасли и закрытии в течение года 20 шахт и увольнении 20 тысяч шахтёров. В ответ на это 12 марта Национальный союз горняков объявил о начале забастовки на всех угольных шахтах. Забастовщики требовали своего участия в решении судьбы угольной отрасли.
Солидарность с шахтёрами в разных формах проявили железнодорожники, металлурги, водители грузовиков, печатники, моряки и докеры. Многие профсоюзы оказали бастующим финансовую помощь. По всей стране проводился сбор средств для бастующих и их семей.
В соответствии с антипрофсоюзными законами на Национальный союз горняков был наложен крупный штраф. Когда же профсоюз отказался уплачивать штраф, его банковские счета были заблокированы. После этого начались разногласия среди руководителей стачки. Также, отрицательно на репутации стачки сказалось убийство таксиста Дэвида Уилки. 30 ноября 1984 года Уилки подвез на работу на шахту Мертир Вэйл не участвующего в забастовке горняка Дэвида Уильямса. Из-за этого, двое бастующих шахтёров сбросили с моста на машину Уилки бетонный блок весом 21 кг, мгновенно убив таксиста. В марте 1985 года, ровно через год после начала забастовки, по решению конференции Национального союза горняков шахтеры, не добившись удовлетворения своих требований, вернулись к работе.
В течение последующих месяцев НУУП закрыло все нерентабельные шахты, в результате чего десятки тысяч шахтёров были уволены.
На ход забастовки шахтёров сильно повлияла поддержка со стороны ЛГБТ-движения, что впоследствии породило крепкий союз между ЛГБТ и рабочим движением и стало важным поворотным пунктом в борьбе за права активистов в Великобритании.
На встрече Маргарет Тэтчер с Михаилом Горбачёвым (в декабре 1984) последний заявил, что СССР не оказывает финансовой помощи NUM.

## В кинематографе
- Эти события были экранизированы режиссёром Мэттью Уаркусом (англ. Matthew Warchus) в 2014 году в фильме Гордость.
- События фильма «Билли Эллиот» и одноимённого мюзикла разворачиваются на фоне стачки шахтеров.
- На основе этих событий разворачивается один из сюжетов британского детективного сериала «Вера» (5 сезон, 2 серия).
- Сериал Шервуд[англ.] (Sherwood) 2022 года довольно подробно рассказывает об этих событиях.